# Brad Dourif
Bradford Claude Dourif (Huntington, 1950. március 18. –) BAFTA- és Golden Globe-díjas amerikai színész.
Első és legnagyobb kritikai sikerét Billy Bibbit megformálásával érte el a Száll a kakukk fészkére (1975) című filmdrámában. Legjobb férfi mellékszereplő kategóriában BAFTA-díjat kapott, valamint az év színész felfedezettjének járó Golden Globe-ot is elnyerte. A mellékszerepért Oscar-díjra is jelölték.
A Gyerekjáték (1988) című horrorfilmben és annak folytatásaiban Chucky, a gyilkos baba eredeti hangját kölcsönözte. A A Gyűrűk Ura-filmsorozatban 2001 és 2003 között Kígyónyelvet alakította. Egyéb, fontosabb filmjei közé tartozik a Wise Blood – Csalhatatlan vér (1979), a Ragtime (1981), a Dűne (1984), a Kék bársony (1986), a Lángoló Mississippi (1988), az Ördögűző 3. (1990) és az Alien 4. – Feltámad a Halál (1997). Rob Zombie 2007-es Halloween remake-jében és annak 2009-es folytatásában is feltűnt.
Számos televíziós sorozatban szerepelt, a Deadwood mellékszereplőjeként 2004-ben Primetime Emmy-díjra jelölték.

## Fiatalkora
1950. március 18-án született a nyugat-virginiai Huntingtonban, Joan Mavis Felton (születési nevén Bradford) színésznő és Jean Henri Dourif műgyűjtő gyermekeként. Apja egy festékgyár tulajdonosa és üzemeltetője volt.
Apai nagyszülei Franciaországból vándoroltak ki, apai nagyapja pedig társalapítója volt a Standard Ultramarine and Color Company-nak Huntingtonban.  Miután Dourif édesapja 1953-ban meghalt, édesanyja férjhez ment William C. Campbell golfbajnokhoz, aki segített felnevelni Dourifot és öt testvérét (négy lánytestvérét és egy bátyját). 1963 és 1965 között a dél-karolinai Aikenben az Aiken Preparatory School magániskolába járt. Ott a művészet és a színészet iránti érdeklődését követte. Bár rövid ideig fontolgatta, hogy virágkötő lesz, végül az inspirálta a színészi pályára, hogy édesanyja színésznőként részt vett a Give Me Shelter nevű közösségi színházban.
Aiken után a Colorado Springsben lévő Fountain Valley Schoolba járt, ahol 1968-ban érettségizett. 1969-ben amatőr szereplőként tűnt fel a Fountain Valley-i Filmfesztiválon, ahol "Blind Date" című 10 perces alkotásával második helyezést ért el 8 mm-es film kategóriában. Egy ideig a Marshall Egyetemre járt, majd otthagyta az egyetemet és New Yorkba költözött, hogy Conchata Ferrell színésznő tanácsára színészetet tanuljon.

## Filmográfia

### Film
| Év   | Magyar cím                         | Eredeti cím                                   | Szerep                                                  | Magyar hang            |
| ---- | ---------------------------------- | --------------------------------------------- | ------------------------------------------------------- | ---------------------- |
| 1975 | Száll a kakukk fészkére            | One Flew Over the Cuckoo's Nest               | Billy Bibbit                                            | Maros Gábor            |
| 1975 | Száll a kakukk fészkére            | One Flew Over the Cuckoo's Nest               | Billy Bibbit                                            | Széles Tamás           |
| 1977 | Csoportkép hölggyel                | Gruppenbild mit Dame                          | Boris Koltowski                                         | Görög László           |
| 1978 | Laura Mars szemei                  | Eyes of Laura Mars                            | Tommy Ludlow                                            | Rajkai Zoltán          |
| 1979 | Wise Blood – Csalhatatlan vér      | Wise Blood                                    | Hazel Motes                                             |                        |
| 1980 | A mennyország kapuja               | Heaven's Gate                                 | Mr. Eggleston                                           |                        |
| 1981 | Ragtime                            | Ragtime                                       | fiatalabb testvér                                       | Rátóti Zoltán          |
| 1984 | Dűne                               | Dune                                          | Piter De Vries                                          | Holl Nándor            |
| 1985 |                                    | Istanbul                                      | Martin Klamski                                          |                        |
| 1986 | Kék bársony                        | Blue Velvet                                   | Raymond                                                 | Katona Zoltán          |
| 1986 | Piszkos gondolatok                 | Impure Thoughts                               | Kevin Harrington                                        | Forgács Gábor          |
| 1987 | Végzetes szépség                   | Fatal Beauty                                  | Leo Nova                                                | Várkonyi András        |
| 1987 | Végzetes szépség                   | Fatal Beauty                                  | Leo Nova                                                | Sztarenki Pál          |
| 1988 | Gyerekjáték                        | Child's Play                                  | Charles Lee Ray / Chucky                                | Zana József            |
| 1988 | Gyerekjáték                        | Child's Play                                  | Charles Lee Ray / Chucky                                | Breyer Zoltán          |
| 1988 | Gyerekjáték                        | Child's Play                                  | Charles Lee Ray / Chucky                                | Markovics Tamás        |
| 1988 | Lángoló Mississippi                | Mississippi Burning                           | Clinton Pell seriffhelyettes                            | Maros Gábor            |
| 1988 | Lángoló Mississippi                | Mississippi Burning                           | Clinton Pell seriffhelyettes                            | Czvetkó Sándor         |
| 1988 | Lángoló Mississippi                | Mississippi Burning                           | Clinton Pell seriffhelyettes                            | Király Attila          |
| 1989 |                                    | Sonny Boy                                     | Weasel                                                  |                        |
| 1989 |                                    | Grim Prairie Tales                            | Farley                                                  |                        |
| 1990 | Gyerekjáték 2.                     | Child's Play 2                                | Chucky (hangja)                                         | Szatmári György        |
| 1990 |                                    | Spontaneous Combustion                        | Sam                                                     |                        |
| 1990 |                                    | Horseplayer                                   | Bud Cowan                                               |                        |
| 1990 | Éjszakai műszak                    | Graveyard Shift                               | Tucker Cleveland                                        | Háda János             |
| 1990 | Ördögűző 3.                        | The Exorcist III                              | James "Gemini" Venamun                                  | Kautzky Armand         |
| 1990 | Ördögűző 3.                        | The Exorcist III                              | James "Gemini" Venamun                                  | Dolmány Attila         |
| 1990 | Titkos hadsereg                    | Hidden Agenda                                 | Paul Sullivan                                           | Haás Vander Péter      |
| 1990 | Bilincstánc                        | Chaindance                                    | Johnny Reynolds                                         | Bor Zoltán             |
| 1991 |                                    | Murder Blues                                  | John Barnes                                             |                        |
| 1991 | Gyerekjáték 3.                     | Child's Play 3                                | Chucky (hangja)                                         | Forgács Péter          |
| 1991 | Dzsungelláz                        | Jungle Fever                                  | Leslie                                                  | Juhász György          |
| 1991 | Testrészek                         | Body Parts                                    | Remo Lacey                                              | Breyer Zoltán          |
| 1991 | Testrészek                         | Body Parts                                    | Remo Lacey                                              | Mikula Sándor          |
| 1991 | Kegyetlen hegycsúcs                | Cerro Torre: Schrei aus Stein                 | Fingerless                                              |                        |
| 1991 | London megöl engem                 | London Kills Me                               | Hemingway                                               | Csankó Zoltán          |
| 1992 | Utolsó ítélet                      | Final Judgement                               | Tyrone atya                                             | Haás Vander Péter      |
| 1992 | Rémecskék 4.                       | Critters 4                                    | Al Bert                                                 |                        |
| 1993 | Trauma                             | Trauma                                        | Dr. Lloyd                                               | Mikula Sándor          |
| 1993 | Amos és Andrew – Bilincsben        | Amos & Andrew                                 | Donnie Donaldson tizedes                                | Holl Nándor            |
| 1994 | Az éj színe                        | Color of Night                                | Clark                                                   | Rosta Sándor           |
| 1994 | Gyilkológép                        | Death Machine                                 | Dante                                                   | Haás Vander Péter      |
| 1995 | Az őrület fészke                   | Murder in the First                           | Byron Stamphill                                         | Kapácsy Miklós         |
| 1995 |                                    | Phoenix                                       | Reiger                                                  |                        |
| 1996 | Szőke igazság                      | Sworn to Justice                              | Teddy                                                   | Horányi László         |
| 1996 | Már csak egy lépés a holnap        | A Step Toward Tomorrow                        | Kirby                                                   |                        |
| 1997 |                                    | Jamaica Beat                                  | Tom Peterson                                            |                        |
| 1997 | Éjjeliőr a hullaházban             | Nightwatch                                    | doktor                                                  | Sinkovits-Vitay András |
| 1997 | Túsznász                           | Best Men                                      | John "Gonzo" Coleman                                    |                        |
| 1997 | Alien 4. – Feltámad a Halál        | Alien Resurrection                            | Dr. Jonathan Gediman                                    | Kőszegi Ákos           |
| 1998 | Rekviem egy nyomozóért             | Brown's Requiem                               | Edwards                                                 |                        |
| 1998 | Az érzékek borzadalma              | Senseless                                     | Dr. Wheedon                                             | Kassai Károly          |
| 1998 |                                    | Progeny                                       | Dr. Bert Clavell                                        |                        |
| 1998 | Rémségek könyve                    | Urban Legend                                  | Michael McDonnell benzinkutas (stáblistán nem szerepel) |                        |
| 1998 | Chucky menyasszonya                | Bride of Chucky                               | Chucky (hangja)                                         | Háda János             |
| 1999 | A tekerőlantos naplója             | The Diary of the Hurdy-Gurdy Man              | Gabriel                                                 |                        |
| 1999 |                                    | Cypress Edge                                  | Colin McCammon                                          |                        |
| 1999 | Betolakodók                        | Interceptors                                  | David M. Webber                                         | Rosta Sándor           |
| 1999 | A cég nevében                      | Silicon Towers                                | Alton                                                   |                        |
| 2000 | Sötét órák                         | Shadow Hours                                  | Roland Montague                                         |                        |
| 2000 | Az arkangyal szárnyalása           | The Prophecy 3: The Ascent                    | Zealot                                                  |                        |
| 2001 | Kísértetharcosok                   | The Ghost                                     | Garland hadnagy                                         |                        |
| 2001 | Bújj, bújj, gonosz!                | Soulkeeper                                    | Mr. Pascal                                              |                        |
| 2002 | A Gyűrűk Ura: A két torony         | The Lord of the Rings: The Two Towers         | Kígyónyelv                                              | Kőszegi Ákos           |
| 2002 |                                    | Man of Faith                                  | B. B. Gallen                                            |                        |
| 2003 |                                    | The Box                                       | Stan                                                    |                        |
| 2003 | Drakula bosszúja                   | Vlad                                          | Radescu                                                 |                        |
| 2003 | A Gyűrűk Ura: A király visszatér   | The Lord of the Rings: The Return of the King | Kígyónyelv (bővített változatban)                       | Kőszegi Ákos           |
| 2004 | Chucky ivadéka                     | Seed of Chucky                                | Chucky (hangja)                                         | Láng Balázs            |
| 2004 |                                    | The Devil's Due at Midnight                   | The Dark One                                            |                        |
| 2004 |                                    | The Hazing                                    | Kapps professzor                                        |                        |
| 2004 |                                    | El Padrino                                    | Cyrus                                                   |                        |
| 2005 | Dögölj meg, édes!                  | Drop Dead Sexy                                | Herman                                                  | Bicskey Lukács         |
| 2005 | Végtelen kék mélység               | The Wild Blue Yonder                          | az Idegen                                               |                        |
| 2006 | Mezsgye                            | Pulse                                         | vékony könyvmoly                                        |                        |
| 2007 |                                    | Sinner                                        | Caddie                                                  |                        |
| 2007 | A lista                            | The List                                      | Johan Gabini                                            |                        |
| 2007 |                                    | The Wizard of Gore                            | Dr. Chong                                               |                        |
| 2007 | Halloween                          | Halloween                                     | Leigh Brackett seriff                                   | Juhász György          |
| 2008 | Hazafutás                          | Touching Home                                 | Clyde Winston                                           | Széles László          |
| 2008 | Humboldt megye                     | Humboldt County                               | Jack                                                    |                        |
| 2009 |                                    | Born of Earth                                 | polgármester                                            |                        |
| 2009 |                                    | Lock and Roll Forever                         | Zee                                                     |                        |
| 2009 | Mocskos zsaru – New Orleans utcáin | Bad Lieutenant: Port of Call New Orleans      | Ned Schoenholtz                                         | Imre István            |
| 2009 | Halloween 2.                       | Halloween II                                  | Leigh Brackett seriff                                   | Juhász György          |
| 2009 | Mit tettél, fiam?                  | My Son, My Son, What Have Ye Done?            | Ted nagybácsi                                           | Forgács Gábor          |
| 2010 | A lánclevél átka                   | Chain Letter                                  | Mr. Smirker                                             | Juhász György          |
| 2010 |                                    | Junkyard Dog                                  | Holk seriff                                             |                        |
| 2011 |                                    | Fading of the Cries                           | Mathias                                                 |                        |
| 2011 | A pap – Háború a vámpírok ellen    | Priest                                        | kereskedő                                               | Végh Péter             |
| 2011 | Dupla csapda                       | Catch .44                                     | Connors seriff                                          |                        |
| 2011 | Halál és hamvasztás                | Death and Cremation                           | Stan                                                    |                        |
| 2012 | Elbocsátó szép szavak              | Last Kind Words                               | Wylon                                                   |                        |
| 2012 | Avarice – Átok az űrből            | Black Box                                     | Tom                                                     | Berzsenyi Zoltán       |
| 2013 |                                    | Santa Monica (rövidfilm)                      | Stan                                                    |                        |
| 2013 |                                    | Gingerclown                                   | féregszerű teremtmény (hangja)                          |                        |
| 2013 |                                    | Blood Shot                                    | Bob                                                     |                        |
| 2013 | Chucky átka                        | Curse of Chucky                               | Charles Lee Ray / Chucky                                | Haás Vander Péter      |
| 2013 |                                    | Malignant                                     | férfi                                                   |                        |
| 2014 |                                    | The Control Group                             | Dr. Broward                                             |                        |
| 2015 |                                    | Rosemont                                      | Abe                                                     |                        |
| 2017 | Chucky kultusza                    | Cult of Chucky                                | Chucky (hangja)                                         | Forgács Gábor          |
| 2017 |                                    | Out to Lunch (rövidfilm)                      | férfi                                                   |                        |
| 2017 |                                    | Cut Off                                       | Diggs                                                   |                        |
| 2018 |                                    | Wildling                                      | Daddy / Gabriel Hanson                                  |                        |
| 2018 | Ready Player One                   | Ready Player One                              | Chucky (archív hangja)                                  |                        |
| 2019 |                                    | Obsession                                     | George                                                  |                        |
| 2021 |                                    | The Shuroo Process                            | Dr. Feinstein                                           |                        |
| 2022 |                                    | The Living (rövidfilm)                        | Vlad                                                    |                        |

### Televízió
Tévéfilmek
| Év   | Magyar cím            | Eredeti cím                                  | Szerep                             | Magyar hang   |
| ---- | --------------------- | -------------------------------------------- | ---------------------------------- | ------------- |
| 1976 |                       | The Mound Builders                           | Chad Jasker                        |               |
| 1977 |                       | The Gardener's Son                           | Robert McEvoy                      |               |
| 1978 |                       | Sergeant Matlovich vs. the U.S. Air Force    | Leonard Matlovich őrmester         |               |
| 1980 |                       | Guyana Tragedy: The Story of Jim Jones       | David Langtree                     |               |
| 1982 |                       | I, Desire                                    | Paul                               |               |
| 1986 | Angyalok dühe         | Rage of Angels                               | Seymour Bourne                     | Csernák János |
| 1986 | Tony Cimo             | Vengeance: The Story of Tony Cimo            | Lamar Sands (Donald Henry Gaskins) | Márton András |
| 1989 |                       | Desperado: The Outlaw Wars                   | Camillus Fly                       |               |
| 1989 | A rettegés országútja | Terror on Highway 91                         | Keith Evans                        |               |
| 1994 |                       | A Worn Path                                  | Hunter                             |               |
| 1995 | Lappangó szenvedély   | Escape from Terror: The Teresa Stamper Story | Bill Douglass seriff               |               |
| 1995 | A Boszorkány-hegy     | Escape to Witch Mountain                     | Luther / Bruno                     |               |
| 1996 | Rémálmok gyilkosa     | Blackout                                     | Thomas Payne                       | Forgács Gábor |
| 1996 | Halálbiztosítás       | If Looks Could Kill                          | M. Eugene "Gene" Hanson            |               |
| 2011 | Miami végveszélyben   | Miami Magma                                  | Jacob Capilla                      | Németh Gábor  |
| 2013 | Az apokalipszis napja | End of the World                             | Dr. Walter Brown                   |               |
| 2016 |                       | The Wilding                                  | David Stearns                      |               |
| 2019 | Deadwood – A film     | Deadwood: The Movie                          | Dr. Amos "Doc" Cochran             |               |

Sorozatok
| Év        | Magyar cím                               | Eredeti cím                       | Szerep                          | Megjegyzések                                             |
| --------- | ---------------------------------------- | --------------------------------- | ------------------------------- | -------------------------------------------------------- |
| 1979      |                                          | Studs Lonigan                     | Danny O'Neill                   | 3 epizód                                                 |
| 1984      | Meghökkentő mesék                        | Tales of the Unexpected           | stoppos                         | 1 epizód                                                 |
| 1986      |                                          | The Equalizer                     | Fenn                            | 1 epizód                                                 |
| 1986      |                                          | Spenser: For Hire                 | Maxie Lyons                     | 1 epizód                                                 |
| 1987      | A simlis és a szende                     | Moonlighting                      | McDonovan atya                  | 1 epizód                                                 |
| 1987      |                                          | The Hitchhiker                    | Billy Baltimore Jr.             | 1 epizód                                                 |
| 1987      | Miami Vice                               | Miami Vice                        | Joey Wyatt                      | 1 epizód                                                 |
| 1989      | Gyilkos sorok                            | Murder, She Wrote                 | Dr. Warren Overman              | 1 epizód                                                 |
| 1993      | Vad pálmák                               | Wild Palms                        | Chickie Levitt                  | 3 epizód                                                 |
| 1993      | Mesék a kriptából                        | Tales from the Crypt              | Virgil                          | 1 epizód                                                 |
| 1994      | X-akták                                  | The X-Files                       | Luther Lee Boggs                | - 1 epizód (A látnok) - magyar hangja: - Selmeczi Roland |
| 1995      | Babylon 5                                | Babylon 5                         | Charles Dexter / Edward testvér | 1 epizód                                                 |
| 1996      | Star Trek: Voyager                       | Star Trek: Voyager                | Lon Suder                       | 3 epizód                                                 |
| 1997      | Millennium                               | Millennium                        | Dennis Hoffman                  | 1 epizód                                                 |
| 1999      |                                          | The Norm Show                     | az Ördög                        | 1 epizód                                                 |
| 1999      | A hét mesterlövész                       | The Magnificent Seven             | Rupert Brauner                  | - 1 epizód - magyar hangja: - Végh Péter                 |
| 1999      | Kiéhezve                                 | The Hunger                        | Manno                           | 1 epizód                                                 |
| 2001–2002 |                                          | Ponderosa                         | Maurice Deveraux                | 8 epizód                                                 |
| 2004–2006 | Deadwood                                 | Deadwood                          | Dr. Amos "Doc" Cochran          | főszereplő                                               |
| 2008      | Esküdt ellenségek                        | Law & Order                       | Dr. David Lingard               | 1 epizód                                                 |
| 2010      | Esküdt ellenségek: Különleges ügyosztály | Law & Order: Special Victims Unit | Dr. Iggy Drexel                 | 1 epizód                                                 |
| 2011      | A rejtély                                | Fringe                            | Moreau                          | 1 epizód                                                 |
| 2011      | Psych – Dilis detektívek                 | Psych                             | Bernie Bethel                   | 1 epizód                                                 |
| 2012      |                                          | Wilfred                           | P.T.                            | 1 epizód                                                 |
| 2012      | Gyilkos elmék                            | Criminal Minds                    | Adam Rain                       | 1 epizód                                                 |
| 2012–2014 | Egyszer volt, hol nem volt               | Once Upon a Time                  | Zoso                            | 2 epizód                                                 |
| 2014      | A S.H.I.E.L.D. ügynökei                  | Agents of S.H.I.E.L.D.            | Thomas Nash                     | 1 epizód                                                 |
| 2021–     | Chucky                                   | Chucky                            | Chucky (hangja)                 | főszereplő                                               |

## Fordítás
- Ez a szócikk részben vagy egészben  a   Brad Dourif című angol Wikipédia-szócikk ezen változatának fordításán alapul.  Az eredeti cikk szerkesztőit annak laptörténete sorolja fel. Ez a jelzés csupán a megfogalmazás eredetét és a szerzői jogokat jelzi, nem szolgál a cikkben szereplő információk forrásmegjelöléseként.